# Falkirk Derby

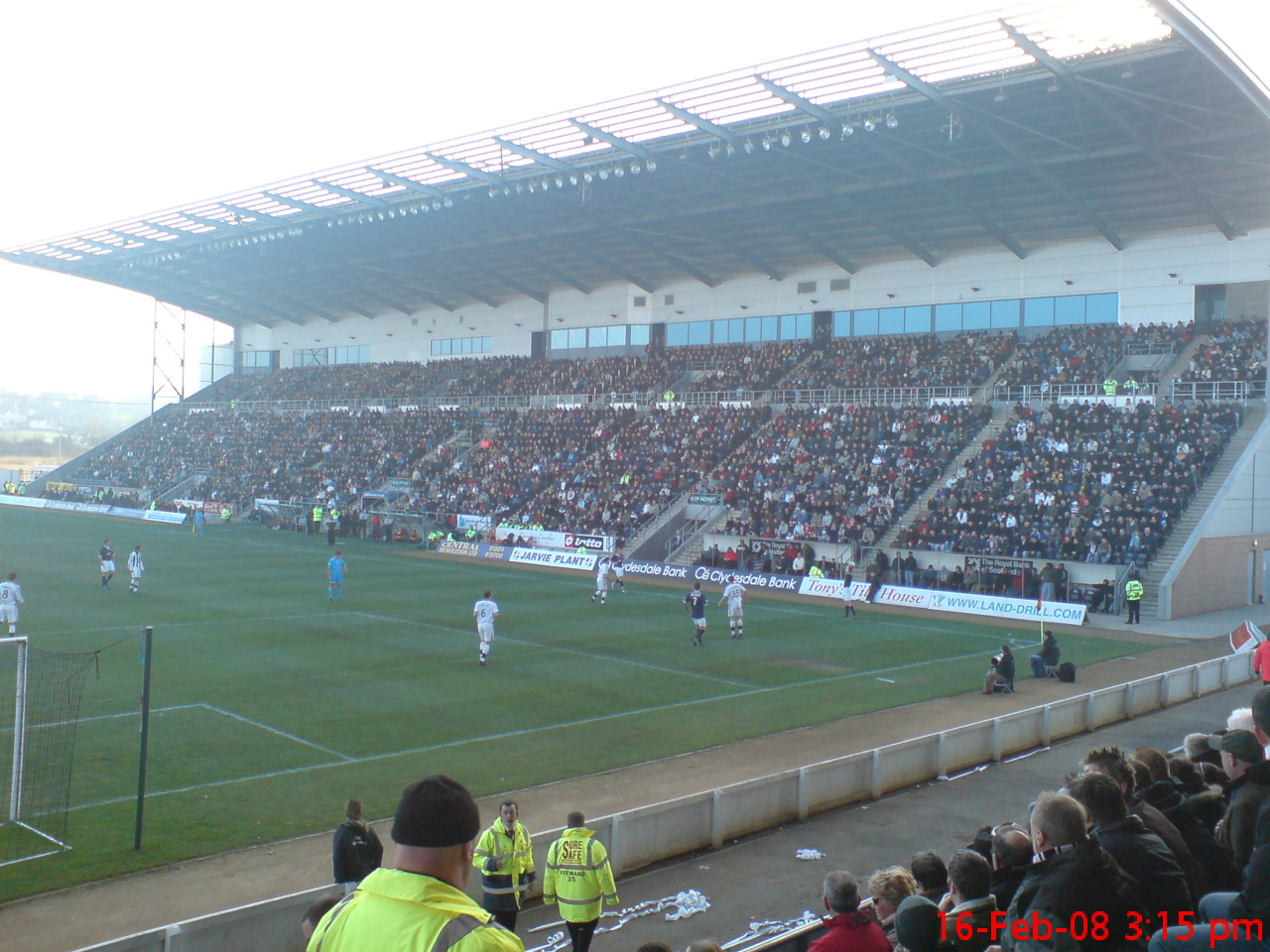
Das Falkirk Stadium des FC Falkirk

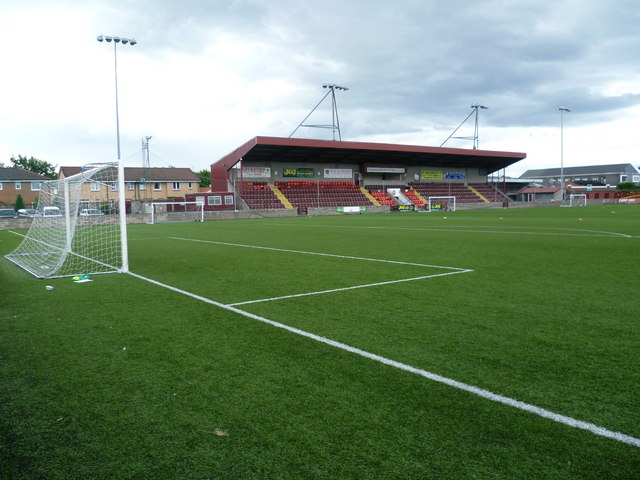
Der Ochilview Park Heimspielstätte des FC East Stirlingshire

Als Falkirk Derby bezeichnet man im weiteren Sinne das Aufeinandertreffen zweier Sportvereine aus der schottischen Stadt Falkirk. Im engeren Sinne bezeichnet der Begriff jedoch Spiele zwischen den beiden größten und fanreichsten Fußballklubs der Stadt, namentlich dem 1876 gegründeten FC Falkirk und dem fünf Jahre jüngeren FC East Stirlingshire. Das Aufeinandertreffen hat seit seiner ersten Austragung 1881 eine über 130-jährige Tradition.

## Hintergrund und Geschichte
Das traditionsreiche Stadtduell wurde erstmals als Freundschaftsspiel am 27. August 1881 im damaligen Heimatstadion des FC Falkirk, dem Randyford Park ausgetragen, und vom Gastgeber mit einem 5:0-Erfolg gewonnen. Es war das erste Spiel des damals noch im Vorort Bainsford beheimateten FC East Stirlingshire als offizieller Verein. Im Oktober 1889 kam es zum ersten Aufeinandertreffen in einem Pflichtspiel, in der dritten Runde des Scottish FA Cup 1889/90 setzte sich dieses Mal mit einem 6:1-Auswärtserfolg der FC East Stirlingshire durch.
1921 zog der FC East Stirlingshire in das Stadion Firs Park, das knapp einen halben Kilometer von der seit 1885 vom FC Falkirk genutzten Heimspielstätte Brockville Park lag. Entsprechend erreichten die Derbys eine höhere Zuschauerzahl als die sonstigen Spiele der beiden Klubs. Das Derby ist vornehmlich durch diese örtliche Nähe geprägt. Demografische Faktoren spielten nur anfangs eine Rolle, als die Anhänger des FC East Stirlingshire sich aus den Arbeitern der vornehmlich am Stadtrand und den Vororten angesiedelten Gießereien und die Anhänger des FC Falkirk sich aus dem Mittelstand der im Stadtzentrum arbeitenden und wohnenden Büroarbeitern und Ladenangestellten rekrutierten. Diese Trennung wurde durch den Umzug aufgehoben.
Nach dem Abstieg des FC East Stirlingshire aus der Scottish First Division im Sommer 1982 trafen die beiden Vereine nur unregelmäßig aufeinander, die Derbys wurden in der Folge insbesondere im Rahmen von Pokalwettbewerben ausgetragen.
2004 zog der FC Falkirk in das modernere Falkirk Stadium, seit 2008 nutzt der FC East Stirlingshire gemeinsam mit dem FC Stenhousemuir das Stadion Ochilview Park. In letzterem spielte auch der FC Falkirk zwischen 2003 und 2004, als er nach dem begonnenen Abriss des Brockville Park bis zur Fertigstellung des Falkirk Stadium übergangsweise ohne eigenes Stadion war.

## Statistik
Die Vereine stehen sich seit 130 Jahren gegenüber. Der FC Falkirk konnte dabei mehr als die Hälfte der Partien für sich entscheiden.
| Stand: 9. März 2016 | FC Falkirk | – | FC East Stirlingshire |

| Wettbewerb | Spiele | Siege | Remis | Siege |
| --- | ------ | ----- | ----- | ----- |
| Scottish Football League Division One Scottish Football League First Division Scottish Football League Division Two Scottish Football League Second Division | 35     | 19    | 8     | 8     |
| Scottish FA Cup | 2      | 1     | 0     | 1     |
| Scottish League Cup | 3      | 3     | 0     | 0     |
| Scottish League Challenge Cup | 1      | 1     | 0     | 0     |
| Gesamt | 41     | 24    | 8     | 9     |

## Spiele im Ligaspielbetrieb
| Nr.  | Saison                           | Mannschaft 1          | Mannschaft 2          | Ergebnis | Austragungsort  |
| ---- | -------------------------------- | --------------------- | --------------------- | -------- | --------------- |
| 001. | Scottish Division Two 1902/03    | FC Falkirk            | FC East Stirlingshire | 2:2      | Brockville Park |
| 002. | Scottish Division Two 1902/03    | FC East Stirlingshire | FC Falkirk            | 0:2      | Merchiston Park |
| 003. | Scottish Division Two 1903/04    | FC Falkirk            | FC East Stirlingshire | 2:1      | Brockville Park |
| 004. | Scottish Division Two 1903/04    | FC East Stirlingshire | FC Falkirk            | 2:1      | Merchiston Park |
| 005. | Scottish Division Two 1904/05    | FC Falkirk            | FC East Stirlingshire | 3:1      | Brockville Park |
| 006. | Scottish Division Two 1904/05    | FC East Stirlingshire | FC Falkirk            | 2:0      | Merchiston Park |
| 007. | Scottish Division One 1932/33    | FC Falkirk            | FC East Stirlingshire | 3:1      | Brockville Park |
| 008. | Scottish Division One 1932/33    | FC East Stirlingshire | FC Falkirk            | 1:2      | Firs Park       |
| 009. | Scottish Division Two 1935/36    | FC Falkirk            | FC East Stirlingshire | 3:1      | Brockville Park |
| 010. | Scottish Division Two 1935/36    | FC East Stirlingshire | FC Falkirk            | 0:5      | Firs Park       |
| 011. | Scottish Division Two 1959/60    | FC Falkirk            | FC East Stirlingshire | 2:3      | Brockville Park |
| 012. | Scottish Division Two 1959/60    | FC East Stirlingshire | FC Falkirk            | 1:5      | Firs Park       |
| 013. | Scottish Division Two 1960/61    | FC Falkirk            | FC East Stirlingshire | 6:0      | Brockville Park |
| 014. | Scottish Division Two 1960/61    | FC East Stirlingshire | FC Falkirk            | 0:0      | Firs Park       |
| 015. | Scottish Division One 1963/64    | FC Falkirk            | FC East Stirlingshire | 1:0      | Brockville Park |
| 016. | Scottish Division One 1963/64    | FC East Stirlingshire | FC Falkirk            | 1:2      | Firs Park       |
| 017. | Scottish Division Two 1969/70    | FC Falkirk            | FC East Stirlingshire | 3:0      | Brockville Park |
| 018. | Scottish Division Two 1969/70    | FC East Stirlingshire | FC Falkirk            | 1:6      | Firs Park       |
| 019. | Scottish Division Two 1974/75    | FC Falkirk            | FC East Stirlingshire | 6:1      | Brockville Park |
| 020. | Scottish Division Two 1974/75    | FC East Stirlingshire | FC Falkirk            | 2:0      | Firs Park       |
| 021. | Scottish Second Division 1977/78 | FC Falkirk            | FC East Stirlingshire | 2:3      | Brockville Park |
| 022. | Scottish Second Division 1977/78 | FC East Stirlingshire | FC Falkirk            | 0:2      | Firs Park       |
| 023. | Scottish Second Division 1977/78 | FC East Stirlingshire | FC Falkirk            | 0:2      | Firs Park       |
| 024. | Scottish Second Division 1978/79 | FC Falkirk            | FC East Stirlingshire | 1:1      | Brockville Park |
| 025. | Scottish Second Division 1978/79 | FC Falkirk            | FC East Stirlingshire | 2:0      | Brockville Park |
| 026. | Scottish Second Division 1978/79 | FC East Stirlingshire | FC Falkirk            | 1:1      | Firs Park       |
| 027. | Scottish Second Division 1979/80 | FC Falkirk            | FC East Stirlingshire | 1:2      | Brockville Park |
| 028. | Scottish Second Division 1979/80 | FC East Stirlingshire | FC Falkirk            | 2:3      | Firs Park       |
| 029. | Scottish Second Division 1979/80 | FC East Stirlingshire | FC Falkirk            | 2:1      | Firs Park       |
| 030. | Scottish First Division 1980/81  | FC East Stirlingshire | FC Falkirk            | 0:0      | Firs Park       |
| 031. | Scottish First Division 1980/81  | FC Falkirk            | FC East Stirlingshire | 1:1      | Brockville Park |
| 032. | Scottish First Division 1980/81  | FC East Stirlingshire | FC Falkirk            | 1:1      | Firs Park       |
| 033. | Scottish First Division 1981/82  | FC Falkirk            | FC East Stirlingshire | 0:3      | Brockville Park |
| 034. | Scottish First Division 1981/82  | FC East Stirlingshire | FC Falkirk            | 2:2      | Firs Park       |
| 035. | Scottish First Division 1981/82  | FC Falkirk            | FC East Stirlingshire | 2:0      | Brockville Park |

## Spiele im Scottish FA Cup
| Nr.  | Saison                  | Datum         | Mannschaft 1 | Mannschaft 2          | Ergebnis | Austragungsort  |
| ---- | ----------------------- | ------------- | ------------ | --------------------- | -------- | --------------- |
| 001. | Scottish FA Cup 1889/90 | 19. Okt. 1889 | FC Falkirk   | FC East Stirlingshire | 1:6      | Merchiston Park |
| 002. | Scottish FA Cup 1908/09 | 23. Jan. 1909 | FC Falkirk   | FC East Stirlingshire | 2:1      | Brockville Park |

## Spiele im Scottish League Cup
| Nr.  | Saison                      | Datum         | Mannschaft 1          | Mannschaft 2          | Ergebnis | Austragungsort  |
| ---- | --------------------------- | ------------- | --------------------- | --------------------- | -------- | --------------- |
| 001. | Scottish League Cup 1991/92 | 20. Aug. 1991 | FC Falkirk            | FC East Stirlingshire | 3:0      | Brockville Park |
| 002. | Scottish League Cup 1999/00 | 18. Aug. 1999 | FC East Stirlingshire | FC Falkirk            | 0:2      | Firs Park       |
| 003. | Scottish League Cup 2015/16 | 31. Juli 2015 | FC Falkirk            | FC East Stirlingshire | 5:0      | Falkirk Stadium |

## Spiele im Scottish League Challenge Cup
| Nr.  | Saison                                | Datum         | Mannschaft 1          | Mannschaft 2 | Ergebnis | Austragungsort |
| ---- | ------------------------------------- | ------------- | --------------------- | ------------ | -------- | -------------- |
| 001. | Scottish League Challenge Cup 2014/15 | 26. Juli 2014 | FC East Stirlingshire | FC Falkirk   | 1:7      | Ochilview Park |